# Björkholmen
Björkholmen – najstarsza dzielnica Karlskrony, położona w zachodniej części wyspy Trossö. Dzielnica składa się małych, kolorowych, drewnianych domków, w których kiedyś mieszkali stoczniowcy, rzemieślnicy i marynarze. Osada powstała w XVII wieku, a jej zabudowa częściowo przetrwała do dziś, pomimo pożaru, który pod koniec XVIII wieku strawił prawie wszystkie drewniane budynki w mieście, ponieważ kiedyś znajdowała się na osobnej wysepce.